# ショーン・ホワイト
ショーン・ロジャー・ホワイト（Shaun Roger White, 1986年9月3日 - ）は、アメリカのプロスノーボード、スケートボード選手。Xスポーツの世界で注目を集め、スノーボードおよびスケートボードの両競技で記録を積み重ねた。モップのような髪型と赤い髪の毛が特徴で、赤毛のアニマルやThe Flying Tomato （空飛ぶトマト）の愛称で知られる、現在では髪を短くしている。米紙では「年収800万ドルのスーパースター」と呼ばれている。
ミュージシャン、プロモーターとしても活動している他2本のゲームを制作している。

## 略歴
アメリカ合衆国カリフォルニア州サンディエゴで生まれ、生後3か月の時、心臓に異常が見つかり2度の手術を受ける。幼少の頃は、自宅の庭にあるスケートボードランプ（スロープ）やトランポリンなどで遊んでいた。スノーボードは6歳の時、カリフォルニア州のジューンマウンテンで始めた。すぐに腕を上げ、7歳で初めてアマチュアの大会に出場し、12歳以下の部門で優勝。翌年から各地の大会や世界大会に出場するようになる。
スノーボードを始めた当初に、母親がスノーボードメーカーのバートン・スノーボードに、6歳の彼に合ったボードがあるのなら見たいと電話したことがきっかけで、13歳の時にバートンが彼のスポンサーとなり、プロスノーボード選手として活動を始めた。それと同時にスケートボードでもプロに転向。2005年夏の国際大会（Dew Action Sports Tour）では、プロスケートボーダーになって初めての金メダルを獲得した。2010年にも同大会で金メダルを獲得している。
以降Xゲームズやアメリカ国内大会、国際大会に出場。そして、夏と冬のXゲームズ両方でメダルを獲得した初の選手となる。特に冬のXゲームズでは無類の強さを誇り、男子スロープスタイル競技では4年連続（2003年 - 2006年）で金メダル、男子superpipe競技では6年連続（2008年 - 2013年）で金メダルを獲得するなど、これまで計13個の金メダル、3個の銀メダル、2つの銅メダルを獲得している。夏のXゲームズでは、2005年・2010年にバート競技（vert：ハーフパイプのようなスロープ）で銀、2007年・2011年に金メダルを獲得した。
2006年のトリノオリンピックでは、男子スノーボードハーフパイプ競技で予選1本目で手をつくミスをする。結果は7位になり予選1本目通過はならなかったが、予選2本目以降では完成度の高いエア（技、トリック）を次々と披露し、金メダルを獲得した。
2009年、ショーンはニュージーランドオープンで「ダブルコーク1080」を初披露。当時ショーンしか出来ない大技だったが、オリンピックで勝利するためにはこの技が出来ることが最低条件になるだろうと予想され、多くの競技者が習得に努めた。ところがその年末、ショーンはさらに回転を増やした「ダブルマックツイスト」を完成させたことを明らかにした。
2010年、Xゲームズスノーボードスーパーパイプで「ダブルマックツイスト1260」を史上初メイク、ユーリ・ポドラドチコフ、國母和宏らを退け3連覇を果たし、続くバンクーバーオリンピックでは予選を1位通過しストレートで決勝進出。決勝のファーストランでは「ダブルコーク1080」「スイッチダブルコーク1080」とダブルコークを連発し46.8ポイントをたたき出した。以降ホワイトのポイントを超える選手が現れなかったためオリンピック2大会連続の金メダルが確定となったが、セカンドランではさらに難易度を上げ「ダブルマックツイスト1260」までもをメイク。48.4点をたたきだしオリンピック2連覇を成し遂げた。プロモーターとしてAir & Styleの興行権を買い取り12月にAir & Style初となる北京大会をオークリー社と共催。
2011年、冬のXゲームズのスノーボードスーパーパイプで4連覇を達成。夏のXゲームズでもスケートボードバートで二度目の優勝を達成。前年に引き続きAir & Styleの北京大会を開催。
2012年、冬のXゲームズのスノーボードスーパーパイプでハーフパイプでは初となる「ダブルコーク1260」をメイク、史上初のパーフェクトスコア（100点満点）をたたき出し5連覇を達成。4月、新たな大技としてハーフパイプでの「トリプルコーク1440」練習中に大怪我し、入院。12月には3年連続でAir & Styleの北京大会を開催。
2013年、冬のXゲームズのスノーボードスーパーパイプで6連覇を達成。スノーボードスロープスタイルにおいても5位入賞を果たした。ギタリストを務めるバンドBAD THINGSでロラパルーザに出演。
2014年1月、ギタリストを務めるバンドBAD THINGSが全米デビュー。2月のソチオリンピックでは予選2組を1位通過しストレートで決勝進出。決勝のファーストランではダブルコークの着地に失敗し、ダブルマックツイストの着地ではデッキに乗り上げるミスを犯し35.00で11位スタートとなった。セカンドランでも「キャブダブルコーク1440」の回転不足等ミスを犯し90.25で4位に終わり、3大会連続優勝はならず、メダルの獲得も逃す結果となった。またスロープスタイルに関してはエントリーはしたが公式練習での判断でけがを恐れ出場を辞退した。
10月、Air & Styleの興行権を買い取りAir + Styleツアーとして2014年から2015年にかけて以前から開催していた北京、インスブルックの他に新たにロサンゼルスの3ヶ所で開催する事を発表。
2015年1月23日、ソチオリンピックから約1年振りの大会出場としてXゲームズスーパーパイプに出場。予選を2位で突破すると決勝でもダブルマックツイスト1260等の大技をメイクし4位入賞。2月22日、収容人数9万人を超えるローズ・ボウルスタジアムでAir + Style Los Angelesを開催し、成功を収める。
12月、Xゲーム以来のウインターデューツアーのスーパーパイプに急遽出場、予選を圧巻の滑りで1位通過、13日の決勝は雪と風で天候が悪く多くのライダーが苦戦する中ダブルマックツイスト1260等の大技をメイクし優勝。3月のUSオープンではスロープスタイル、ハーフパイプと2種目に出場、スロープスタイルでは予選2本とも最初のジブで転倒し最下位に終わったが、ハーフパイプで予選を1位で通過し決勝も1本目から圧倒的な高さと難易度の高いエアを見せ優勝。
2018年2月の平昌オリンピックでは、予選を98.50で首位通過すると、決勝では1回目に94.25でトップ、2回目に平野歩夢に逆転を許すが、3回目の演技で97.75を出し再度逆転。2大会ぶり3度目の金メダルを獲得した。
2022年2月に35歳で迎えた北京冬季オリンピックで、開会式直後に今大会限りでの競技引退を表明。予選を4位で通過し、同11日の決勝では2回目の試技終了時に4位につけ、最終滑走で逆転を狙うも転倒。最終順位も4位に終わりメダルを逃したものの、スノーボード界の大功労者のラストランに場内から惜しみない拍手が送られた。大会後、自身のSNSで改めて引退を宣言。選手としてのキャリアを終えた。

### 人物・エピソード
- カールチーズ味が好物
- 自身の監修したゲームソフトは各国で好評である。
- 練習拠点は人里離れた山奥にありヘリコプターで通っている[9]。
- 大の親日家で、ガンダムと温泉が好き。また、少しの日本語を話せる。
- フェイスブックで150万人の登録者に近況を発信するなど、ファンとの交流に熱心である[10]。
- 子供への影響を考え、撮影時も含めて練習時には必ずヘルメットを着用している[10]。
- 2020東京オリンピックではスケートボードが初採用されたことに伴い選手としての出場を目指したが、最終的に断念した[11]。しかし会期中に会場を訪れ、関係者と交流したほか、五輪会場で滑走し技を披露する姿を見せた[12][13]。

## 主な成績

### オリンピック
- トリノオリンピック：金メダル
  - 予選1回目：7位 37.7点（7.2-7.9-7.8-7.1-7.7）
  - 予選2回目：1位 45.3点（9.1-9.3-9.0-8.6-9.3）
  - 決勝1回目：46.8点（9.5-9.4-9.4-9.0-9.5）
  - 決勝2回目：26.6点（5.5-5.5-6.5-4.5-4.6）

決勝2回目の成績が低いのは、試技の前に金メダルが確定しウイニングランを行ったため。

- バンクーバーオリンピック：金メダル
  - 予選1回目：1位 45.8点（9.0-9.2-8.9-9.2-9.5）
  - 予選2回目：10.8点（2.4-2.0-2.0-2.2-2.2）※試技半ばで失敗し、リップに乗り上げてしまったため。
  - 決勝1回目：46.8点（9.4-9.3-9.3-9.3-9.5）
  - 決勝2回目：48.4点（9.7-9.7-9.7-9.6-9.7）

- ソチオリンピック：4位
  - ハープパイプ
    - 予選1回目：1位 95.75点
    - 予選2回目：70.75点
    - 決勝1回目：35.00点
    - 決勝2回目：90.25点

  - スロープスタイルはDNS

- 平昌オリンピック：金メダル
  - 予選1回目：93.25点
  - 予選2回目：1位 98.50点
  - 決勝1回目：94.25点
  - 決勝2回目：55.00点 ※ダブルコーク1440を連続で決めるが、2本目の1440の着地が乱れ、4ヒット目の着地に失敗したため。
  - 決勝3回目：1位 97.75点

- 北京オリンピック：4位[14]
  - 予選1回目：24.25点
  - 予選2回目：86.25点 - 予選総合4位で決勝進出
  - 決勝1回目：72.00点
  - 決勝2回目：85.00点
  - 決勝3回目：47.75点

### Winter Xゲームズ
- 2002年 Winter X Games 6 Superpipe 2位
- 2002年 Winter X Games 6 Slopestyle 2位
- 2003年 Winter X Games 7 Superpipe 優勝
- 2003年 Winter X Games 7 Slopestyle 優勝
- 2004年 Winter X Games 8 Slopestyle 優勝
- 2005年 Winter X Games 9 Superpipe 4位
- 2005年 Winter X Games 9 Slopestyle 優勝
- 2006年 Winter X Games 10 Superpipe 優勝
- 2006年 Winter X Games 10 Slopestyle 優勝
- 2007年 Winter X Games 11 Superpipe 2位
- 2007年 Winter X Games 11 Slopestyle 3位
- 2008年 Winter X Games 12 Superpipe 優勝
- 2008年 Winter X Games 12 Slopestyle 3位
- 2009年 Winter X Games 13 Superpipe 優勝
- 2009年 Winter X Games 13 Slopestyle 優勝
- 2010年 Winter X Games 14 Superpipe 優勝
- 2011年 Winter X Games 15 Superpipe 優勝
- 2012年 Winter X Games 16 Superpipe 優勝
- 2013年 Winter X Games 17 Slopestyle 5位
- 2013年 Winter X Games 17 Superpipe 優勝
- 2015年 Winter X Games 19 Superpipe 4位

### Summer Xゲームズ
- 2003年 Summer X Games 9 Skateboard Vert 6位
- 2005年 Summer X Games 11 Skateboard Vert 2位
- 2007年 Summer X Games 13 Skateboard Vert 優勝
- 2008年 Summer X Games 14 Skateboard Vert 3位
- 2010年 Summer X Games 16 Skateboard Vert 2位
- 2011年 Summer X Games 17 Skateboard Vert 優勝

### Winter Dew Tour
- 2008年（USA Breckenridge）Slopestyle 優勝
- 2008年（USA Breckenridge）Superpipe  優勝
- 2009年（USA Mt. Snow）Slopestyle 優勝
- 2009年（USA Mt. Snow）Superpipe  優勝
- 2009年（USA Northstar）Slopestyle 優勝
- 2009年（USA Northstar）Superpipe  優勝
- 2011年（USA Breckenridge）Superpipe  優勝
- 2012年（USA Breckenridge）Superpipe  優勝
- 2015年（USA Breckenridge）Superpipe  優勝

### Summer Dew Tour
- 2005年 Dew Tour Event 1 Skateboarding Vert 優勝
- 2005年 Dew Tour Event 2 Skateboarding Vert 3位
- 2006年 Dew Tour Event 2 Skateboarding Vert 優勝
- 2007年 Dew Tour Event 1 Skateboarding Vert 優勝
- 2007年 Dew Tour Event 2 Skateboarding Vert 優勝
- 2007年 Wendy's Invitational Skateboarding Vert 優勝
- 2007年 Toyota Challenge Skateboarding Vert 3位
- 2007年 PlayStation Pro Skateboarding Vert 3位
- 2008年 Dew Tour Event 2 Skateboarding Vert 優勝
- 2010年 Wendy's Invitational Skateboarding Vert 優勝
- 2010年 Toyota Challenge Skateboarding Vert 優勝
- 2010年 Dew Tour Championships Skateboarding Vert 優勝

### その他の大会の主な成績
- NISSAN X-TRAIL JAM（JPN）2001 QP 2nd 2006 QP WINNER SJ 3rd
- TOYOTA BIG AIR（JPN）2002 WINNER
- NOKIA AIR & STYLE（AUT）2003, 2004 WINNER
- U.S. Snowboard Grand Prix（USA）2005 - 2006 HP 5戦5勝
- U.S. Snowboard Grand Prix（USA）2009 - 2010 HP 5戦4勝
- Burton US OPEN（USA）2006, 2012, 2016 HP WINNER
- Burton NIPPON OPEN（JPN）2002, 2005 HP WINNER
- HONDA SESSION in Vail（USA）2005, 2006 SS RailJAM WINNER
- THE ARCTIC CHALLENGE（NOR）2003 SS WINNER
- NISSAN X-TRAIL NIPPON OPEN（JPN）2007 HP WINNER
- TTR World Tour'07 Champion
- TTR World Tour'08 2位
- NISSAN X-TRAIL JAM（JPN）2008 BA WINNER

※ QP=クォーターパイプ HP=ハーフパイプ SS=スロープスタイル BA=ビッグエア

## 監修したゲームソフト
- ショーン・ホワイト スノーボード
- ショーン・ホワイト スケートボード

## 出版

### DVD
- 『ショーンホワイトの全て』（2010年2月19日、株式会社イーネット・フロンティア）